# Movimiento por la Justicia de Pakistán
Pakistán Tehreek-e-Insaf (PTI) (en urdu: پاکستان تحريک انصاف‎:, "Movimiento por la Justicia de Pakistán") es un partido político del centro en Pakistán fundado en 1996 por el excapitán del equipo nacional de críquet y antiguo Primer ministro Imran Khan. A raíz de la Elecciones generales de Pakistán de 2018, el PTI se ha convertido en el partido político más grande en Pakistán, superando a los dos partidos anteriormente dominantes, el derechista Liga Musulmana de Pakistán (N), y el izquierdista Partido del Pueblo Pakistaní (PPP).
Los objetivos de partido son crear un Estado del bienestar, donde el Estado sea responsable de la educación, la salud y el empleo de la ciudadanía. Promueve la Libertad intelectual, la abolición del Impuesto sobre la renta y pretende derogar la discriminación religiosa en Pakistán. El partido se denomina un anti statu quo que aboga por la democracia islámica igualitaria. Se define como el único partido no nepotista de la política pakistaní. Con más de 10 millones de miembros en Pakistán y en el extranjero, reclama ser el partido más grande de Pakistán por afiliación.
Al poco de su fundación en 1996, el partido tuvo poco éxito.
En 2002, Imran Khan ganó su escaño en las elecciones generales pakistaníes, siendo el único diputado de PTI entre los 342 miembros de la Asamblea Nacional. 
En 2008, el partido boicoteó las elecciones parlamentarias. 
Sin embargo, en 2013, recibió más de 7,5 millones de votos. El PTI fue el segundo partido en número de votos y el tercero en el número de escaños en la Asamblea Nacional. Aunque se opuso al gobierno a nivel nacional, el partido gobernó la provincia de Khyber Pakhtunkhwa, reflejo de su apoyo consolidado entre los pastunes étnicos.
Desde las elecciones parlamentarias de 2018, tiene la mayoría de escaños en la Asamblea Nacional de Pakistán.   
En los niveles provinciales, el PTI pasó en el Punjab a ser el partido gobernante de Punjab al lograr 179 escaños, seguía siendo el partido más grande en KPK ganando 84 escaños. En Sind (o Sindh), se convirtió en la segunda fuerza al lograr 30 escaños mientras que ganó sus primeros 7 asientos en Baluchistán.

## Resultados electorales
| Elección | Líder      | Votos      | Votos      | Escaños    | Escaños     | Posición   | Gobierno  |
| Elección | Líder      | #          | %          | #          | ±           | Posición   | Gobierno  |
| -------- | ---------- | ---------- | ---------- | ---------- | ----------- | ---------- | --------- |
| 1997     | Imran Khan | 314 820    | 1.61       | 0/342      | Sin cambios | Ninguno    | Oposición |
| 2002     | Imran Khan | 137 383    | 0.46       | 1/342      | 1           | 10.º       | Oposición |
| 2008     | Imran Khan | Boicoteado | Boicoteado | Boicoteado | Boicoteado  | Boicoteado | Oposición |
| 2013     | Imran Khan | 7 679 954  | 16.92      | 35/342     | 35          | 3.º        | Oposición |
| 2018     | Imran Khan | 16 851 240 | 31.98      | 149/342    | 114         | 1.º        | Gobierno  |

| Elección | Líder               | Votos      | Votos | Escaños | Escaños | Posición | Gobierno  |
| Elección | Líder               | #          | %     | #       | ±       | Posición | Gobierno  |
| -------- | ------------------- | ---------- | ----- | ------- | ------- | -------- | --------- |
| 2013     | Ghulam Sarwar Khan  | 4 951 216  | 17.76 | 30/371  | 30      | 2.º      | Oposición |
| 2018     | Sardar Usman Buzdar | 11 141 139 | 33.65 | 179/371 | 149     | 1.º      | Gobierno  |

| Elección | Líder          | Votos     | Votos | Escaños | Escaños | Posición | Gobierno |
| Elección | Líder          | #         | %     | #       | ±       | Posición | Gobierno |
| -------- | -------------- | --------- | ----- | ------- | ------- | -------- | -------- |
| 2013     | Pervez Khattak | 1 039 719 | 19.31 | 61/124  | 61      | 1.º      | Gobierno |
| 2018     | Mahmood Khan   | 2 132 364 | 32.32 | 84/124  | 23      | 1.º      | Gobierno |

| Elección | Líder | Votos     | Votos | Escaños | Escaños | Posición | Gobierno  |
| Elección | Líder | #         | %     | #       | ±       | Posición | Gobierno  |
| -------- | ----- | --------- | ----- | ------- | ------- | -------- | --------- |
| 2018     | TBD   | 1 435 813 | NA    | 30/168  | 28      | 2.º      | Oposición |

| Elección | Líder             | Votos   | Votos | Escaños | Escaños | Posición | Gobierno |
| Elección | Líder             | #       | %     | #       | ±       | Posición | Gobierno |
| -------- | ----------------- | ------- | ----- | ------- | ------- | -------- | -------- |
| 2018     | Yar Muhammad Rind | 109 488 | 6.21  | 7/65    | 7       | 4.º      | Gobierno |

### Cuerpos locales
| Resultados electorales en las elecciones locales en Khyber Pakhtunkhwa | Resultados electorales en las elecciones locales en Khyber Pakhtunkhwa | Resultados electorales en las elecciones locales en Khyber Pakhtunkhwa | Resultados electorales en las elecciones locales en Khyber Pakhtunkhwa |
| Elección                                                               | Escaños                                                                | Escaños                                                                | Posición                                                               |
| Elección                                                               | #                                                                      | ±                                                                      | Posición                                                               |
| ---------------------------------------------------------------------- | ---------------------------------------------------------------------- | ---------------------------------------------------------------------- | ---------------------------------------------------------------------- |
| 2015                                                                   | 395/1484                                                               | Sin cambios                                                            | 1.º                                                                    |